# Sommer-Universiade 1983
Die Sommer-Universiade 1983 fand vom 1. Juli bis 12. Juli 1983 in Edmonton statt.

## Sportarten
Es fanden 118 Medaillenentscheidungen in 10 Disziplinen statt. Erstmals wurden Wettkämpfe im Radsport ausgetragen.
- Basketball (2)
- Fechten (8)
- Kunstturnen (14)
- Leichtathletik (40)
- Radsport
  -  Bahn (8)
  -  Straße (4)
- Schwimmsport
  -  Schwimmen (30)
  -  Wasserball (1)
  -  Wasserspringen (4)
- Tennis (5)
- Volleyball (2)

## Medaillenspiegel
| Platz  | Mannschaft          | Gold | Silber | Bronze | Gesamt |
| ------ | ------------------- | ---- | ------ | ------ | ------ |
| 1      | Sowjetunion         | 57   | 30     | 25     | 112    |
| 2      | Vereinigte Staaten  | 12   | 20     | 21     | 53     |
| 3      | Kanada              | 9    | 11     | 18     | 38     |
| 4      | Italien             | 8    | 11     | 6      | 25     |
| 5      | Rumänien            | 6    | 12     | 8      | 26     |
| 6      | Volksrepublik China | 5    | 5      | 4      | 14     |
| 7      | Nigeria             | 5    | –      | –      | 5      |
| 8      | Großbritannien      | 3    | 2      | 3      | 8      |
| 9      | Frankreich          | 2    | 4      | 5      | 11     |
| 10     | Japan               | 2    | 3      | 5      | 10     |
| 11     | Kuba                | 2    | 1      | 4      | 7      |
| 12     | Australien          | 2    | 1      | 2      | 5      |
| 13     | BR Deutschland      | 1    | 6      | 3      | 10     |
| 14     | Polen               | 1    | 2      | 1      | 4      |
| 15     | Belgien             | 1    | 1      | –      | 2      |
| 16     | Brasilien           | 1    | –      | 2      | 3      |
| 17     | Niederlande         | –    | 3      | –      | 3      |
| 18     | Jugoslawien         | –    | 2      | 1      | 3      |
| 19     | Tunesien            | –    | 1      | 2      | 3      |
| 20     | Senegal             | –    | 1      | –      | 1      |
| 20     | Tansania            | –    | 1      | –      | 1      |
| 20     | Tschechoslowakei    | –    | 1      | –      | 1      |
| 23     | Bermuda             | –    | –      | 1      | 1      |
| 23     | Jamaika             | –    | –      | 1      | 1      |
| 23     | Neuseeland          | –    | –      | 1      | 1      |
| 23     | Südkorea            | –    | –      | 1      | 1      |
| 23     | Österreich          | –    | –      | 1      | 1      |
| 23     | Ungarn              | –    | –      | 1      | 1      |
| Gesamt | Gesamt              | 117  | 118    | 116    | 351    |

## Todesfälle
Die Universiade wurde vom tödlichen Unfall des sowjetischen Wasserspringers Sergei Schalibaschwili überschattet. Schalibaschwili schlug beim Versuch eines gehockten 3½fachen Rückwärtssalto mit dem Kopf gegen den Sprungturm.
Der spätere Olympiasieger Greg Louganis war Zeuge des Unfalls:

„Ich befand mich gerade in der Vorbereitung. Ich hatte bereits meine Augen geschlossen und meine Ohren zugesteckt als ich spürte wie der Turm erschütterte. Ich hörte Schreie und lief zum Rand der Plattform, wo ich jede Menge Blut im Pool sah. Ich wollte ihm nachspringen, doch ich hörte Leute rufen "Fasst ihn nicht an! Fasst ihn nicht an!“

Der US-amerikanische Trainer, Bob Rydze, gab später an das Schalibaschwili bereits während der Trainings Probleme mit diesem äußerst schwierigen Sprung hatte. Auf die Frage eines Journalisten, warum er die sowjetischen Trainer nicht gewarnt habe, antwortete Rydze das er nicht den Eindruck erwecken wollte, als würde er sich in Fremde Angelegenheiten einmischen.